# Mapania tamdaoensis
Mapania tamdaoensis là loài thực vật có hoa trong họ Cói. Loài này được N.K.Khoi mô tả khoa học đầu tiên năm 1996.